# 三纲五常
三纲五常，又简称纲常，中國儒家倫理架構，起源先王之學，經“思孟学派”“五行”闡發，歷经汉朝，并盛行于宋、明、清三代。三纲即三倫理：君為臣綱，父為子綱，夫為妻綱。五常即五人伦：仁、义、礼、智、信

## 起源
三綱之觀念原存於法家，在《韩非子·忠孝》中，首次提出：“臣事君，子事父，妻事夫，三者顺，天下治；三者逆，天下乱。”儒家的孟子提出「惻隱之心」、「羞惡之心」、「辭讓之心」、「是非之心」，分別為「仁」、「義」、「禮」、「智」的源頭，並列「四端」。
而“三纲、五常”的说法来源于西汉董仲舒的《春秋繁露》一书。董仲舒從天人關係出發，根據“天尊地卑”思想，明辨了三綱五常，稱“惟天子受命于天，天下受命于天子”；又循“陰陽五行”說，確立了“綱常”理論，孔子曰：“天數右陽而不右陰”。(董仲舒)又說:“君臣父子夫婦之義皆取諸陰陽之道，君為陽，臣為陰；父為陽，子為陰；夫為陽，婦為陰。”<春秋繁露: 基義>
後漢章帝召開白虎觀會議，定“三綱”之說。《白虎通義·三綱六紀》稱“三綱者何﹖……君為臣綱﹑夫為妻綱﹑父為子綱。”這種名教（名份與教化）观念是儒家政治思想的重要组成，即通过上定名份来教化天下，以维护社会的伦理纲常、政治制度。
隋代王通與宋代朱熹均聯用過三綱五常。朱熹提出“存天理，滅人欲”，“人欲”即指一切违背三纲五常的动机与行为。朱熹认为：“宇宙之间一理而已。天得之而为天，地得之而为地，而凡生于天地之间者，又各得之以为性；其张之为三纲，其纪之为五常，盖皆此理之流行，无所适而不在。若其消息盈虚，循环不已，则自未始有物之前，以至人消物尽之后，终则复始，始复有终，又未尝有顷刻之或停也。”三綱五常本指天理人事的應對進退，但後被設立為封建“道統”，甚至導致「禮教殺人」的狀況發生.
說文解字記載「玉，石之美者有五德。潤澤以溫，仁之方也；䚡理自外，可以知中，義之方也;其聲舒揚，專以遠聞，智之方也；不撓而折，勇之方也；銳廉而不忮，潔之方也。」孔子曰：「君子比德於玉」。君子無故玉不去身，玉有五德，潤澤以溫是謂仁，廉而不劌是謂義，垂而墜不飛揚是謂禮，縝密堅實是謂智，質地明晰是謂信。」
子貢問於孔子曰：「敢問君子貴玉而賤玟者何也？為玉之寡而玟之多與？」孔子曰：「非為玟之多故賤之也、玉之寡故貴之也。夫昔者君子比德於玉焉：溫潤而澤，仁也；縝密以栗，知也；廉而不劌，義也；垂之如隊，禮也；叩之其聲清越以長，其終詘然，樂也；瑕不掩瑜、瑜不掩瑕，忠也；孚尹旁達，信也；氣如白虹，天也；精神見於山川，地也；圭璋特達，德也。天下莫不貴者，道也。《詩》云：『言念君子，溫其如玉。』故君子貴之也。」

## 影響
三纲五常既有儒家的觀念，也有法家觀念。東漢馬融將“三綱”同“五常”相提並論，合稱為“三綱五常”，造成了人們對孔孟之道的誤解。孔子從沒要求“君要臣死，臣不得不死；父要子亡，子不得不亡”，孔子有言：“君使臣以禮，臣事君以忠”，“士有諍友，則身不離于令名；父有諍子，則身不陷于不義。故當不義，則子不可以不諍于父，臣不可以不諍于君。故當不義，則諍之，從父之令，又焉得為孝乎？”。孟子則更進一步闡述：“君之視臣如手足，則臣視君如腹心；君之視臣如犬馬，則臣視君如國人；君之視臣如土芥，則臣視君如寇讎。”

## 外部連結
[在维基数据编辑]
 《欽定古今圖書集成·理學彙編·學行典·五常部》，出自陈梦雷《古今圖書集成》